# 阿德海德·瑪麗 (安哈特-德紹)
安哈特-德紹的阿德海德·瑪麗（德語：Adelheid Marie von Anhalt-Dessau，1833年12月25日—1916年11月24日），盧森堡大公夫人，1890年至1905年在位。

## 家庭
1851年，阿德海德·瑪麗與拿騷公爵阿道夫結婚，兩人共有3子2女：
1. 威廉（1852年—1912年），盧森堡大公
2. 腓特烈（1854年—1855年），夭折
3. 瑪麗（1857年—1857年），夭折
4. 法蘭索瓦（1859年—1875年），早逝
5. 希爾達（1864年—1952年），巴登大公夫人